# Giuseppe D'Andrea
Giuseppe D'Andrea (Cerreto Sannita, 2 giugno 1849 – Cerreto Sannita, 8 giugno 1934) è stato un avvocato e politico italiano, deputato e senatore del Regno.

## Biografia
Figlio del dottor Nicola e di Erminia Mastracchio, si laureò in giurisprudenza a vent'anni diventando presto un importante avvocato.
Nel 1885 difese il brigante Cosimo Giordano durante il processo celebratosi presso la Corte di Assise di Napoli.
All'età di ventisei anni fu eletto al Consiglio Provinciale di Benevento del quale fu anche Presidente sino al 1892.
Nel 1892 fu eletto deputato al Parlamento. Sostenitore di Sidney Sonnino, capeggiava il partito di sopra che a Cerreto Sannita era opposto al partito di sotto, stretto attorno all'onorevole Antonio Venditti, giolittiano. Nel 1902 gli uomini del Venditti al grido di "è o non è, viva Venditti", occuparono la sala delle votazioni impedendo agli avversari di votare e scatenando le vive proteste del D'Andrea che, alla Camera dei deputati (tornata del 30 marzo 1903), espose le sue lamentele al Giolitti che rispose affermando: "Sulle elezioni di Cerreto [...] sono i costumi che bisogna cambiare".
Nonostante gli episodi di violenza esistenti fra i due candidati cerretesi, Giuseppe D'Andrea fu rieletto alla Camera per altre tre legislature (la diciannovesima, la ventesima e la ventunesima) nelle quali pronunciò diversi discorsi sulle spese di giustizia, sulla pubblica istruzione, sui lavori pubblici e sulla politica di Giolitti.

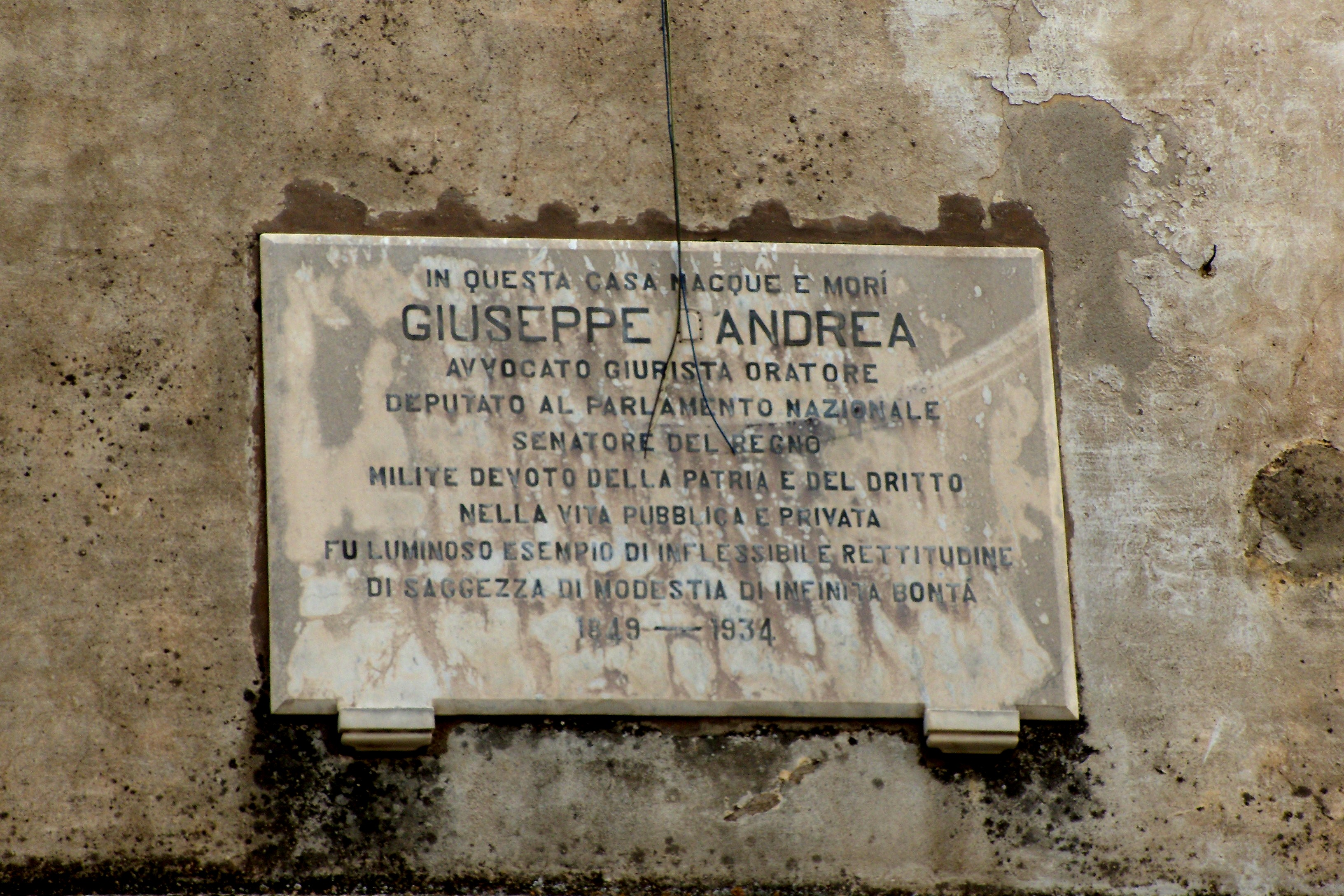
Epigrafe commemorativa sulla facciata di Palazzo D'Andrea in Cerreto Sannita (Bn).

Nel 1904 si ritirò dalla vita politica per poi essere nominato nel 1910 senatore del Regno su proposta del Sonnino durante i suoi cento giorni di governo. Nel Senato intervenne più volte in merito all'ordinamento giudiziario, alle ricerche minerarie del Mezzogiorno e all'ordinamento dell'Istituto Orientale di Napoli.
Con l'avvento del fascismo fu nominato membro della Commissione permanente d'istruzione dell'Alta Corte di Giustizia che doveva giudicare il quadrumviro Emilio De Bono, senatore e capo della Milizia Volontaria per la Sicurezza Nazionale, sulle accuse a lui rivolte sulle responsabilità nel delitto Matteotti e nelle aggressioni contro altri politici antifascisti.
Il D'Andrea accettò l'incarico ma dopo le prime sedute, a causa della sua volontà di fare luce effettivamente sulle vicende, ricevette un avviso anonimo scritto su carta intestata della Camera dei Deputati:
Il processo si concluse con l'assoluzione del De Bono.
Fece parte anche della commissione parlamentare d'inchiesta sulle gestioni per l'assistenza delle popolazioni e per la ricostruzione delle terre liberate. Compito della commissione era quello di accertare la regolarità delle gestioni amministrative e contabili relative all'assistenza delle popolazioni e dei profughi e alla ricostruzione del Trentino e della Venezia Giulia.